# Charlotte von Verschuer
Charlotte von Verschuer, née le 15 juin 1955 à Bonn est une historienne spécialiste du Japon et depuis 1995, directrice d’études à l’École pratique des hautes études (Section des sciences historiques et philologiques, chaire d’Histoire et philologie du Japon ancien et médiéval). Elle reçoit le prix Stanislas-Julien en 1986.

## Éléments biographiques
1973-1974 International Christian University,Tokyo, cours de japonais
1974-1976 Université de Bonn
1975 Diplôme de japonais, Université de Bonn
1975-1983 Institut national des langues et civilisations orientales (INALCO), études japonaises et chinoises
1976 Licence de japonais, INALCO
1978 Maîtrise de japonais, INALCO
1978-1980 Bourse du gouvernement japonais,Université de Tokyo, Institut d'histoire
1980 D'avril à octobre, Taipei, cours de chinois, stagiaire au Musée National du Palais Impérial
1983 Doctorat de troisième cycle, Etudes extrême Orientales, INALCO: Les relations du Japon avec la Chine, VIII-IXe siècles, directrice de thèse Francine Hérail
1984  Diplôme de l'École pratique des hautes études (EPHE)
Depuis 1989: Chercheuse associée, CNRS, URA 1069, Civilisation japonaise
1993-1994 Chargée de cours, EPHE,, Section des sciences historiques et philologiques 
1994 Doctorat (nouveau régime), Paris, EPHE, L'économie du Japon ancien ,
depuis 1995: Directrice d'études, EPHE, Section des sciences historiques et philologiques (chaire: Histoire et philologie du Japon ancien et médiéval)

## Principales publications

### Livres
- Les relations officielles du Japon avec la Chine aux VIIIe et IXe siècles, EPHE et Collège de France, Institut des Hautes Études Japonaises, Genève, Paris : Librairie Droz, 1985 (590 p.)[5].
- Le commerce extérieur du Japon des origines au XVIe siècle, Collège de France, Bibliothèque des Hautes Études Japonaises, Paris : Maisonneuve&Larose 1988 (202 p.)
- Le riz dans la culture de Heian – mythe et réalité, Collège de France, Bibliothèque des Hautes Études Japonaises, Paris : Collège de France, diffusion De Boccard, 2003 (480 pages).
- Across the Perilous Sea: Japanese Trade with China and Korea from the seventh to sixteenth Centuries, translated from French by Kristen Lee Hunter, Ithaka : Cornell University Press, 2006 (226 pages).
- Mono ga kataru Nihon taigai kôekishi 7-16 seiki  (Les échanges en Asie orientale du VIIe au XVIe siècle), traduit de l’anglais par Haruhito Kochi, Tokyo : Fujiwara Shoten, 2011. 『モノが語る日本対外交易史　7-16世紀』
- Le commerce entre le Japon, la Chine et la Corée à l’époque médiévale, VIIe – XVIe siècles, Publications de la Sorbonne, 2014 (239 pages)
- Rice, Agriculture, and the Food Supply in Premodern Japan, translated and edited by Wendy Cobcroft, London, Needham Research Institute Monograph Series, London, New York, Routledge, 2016 (356 pages).

### Œuvres collectives: livres, bases de données
- Eloge des sources - reflets du Japon ancien et moderne, en collaboration avec Joseph Kyburz, François Macé, Arles, Picquier, 2004 (595 pages).
- Dictionary of Sources of Classical Japan Online Draft Version 2004, en collaboration avec Joan Piggott, Ivo Smits, Ineke Van Put, Michel Vieillard-Baronpublication sur internet, Historiographical Institute, The University of Tokyo.
- Dictionnaire des sources du Japon classique, Dictionary of Sources of Classical Japan, en collaboration avec Joan Piggott, Ivo Smits, Ineke Van Put, Michel Vieillard-Baron, Paris, Collège de France, Diffusion De Boccard, 2006 (576 pages).
- En collaboration avec Abé, Griffin-Kremer, Li Guoqiang, Mane, Sigaut, Trombert, sur labour.crcao.fr :
  - Techniques de l’agriculture traditionnelle: un Glossaire français-anglais-chinois-japonais (Céréaliculture et horticulture) Version préliminaire 2013 (une base de données sur internet)
  - Traditional Agricultural Technology : a French - English - Chinese - Japanese Glossary (Grains and Horticulture) Draft Version 2013 (An Internet Data Base)
  - 『伝統農業技術用語集　仏・英・中・日２０１３年暫定版』
  - 《传统农业技术用语集成  法·英·汉·日术语集成》